# Zeugen Jehovas in der Zeit des Nationalsozialismus

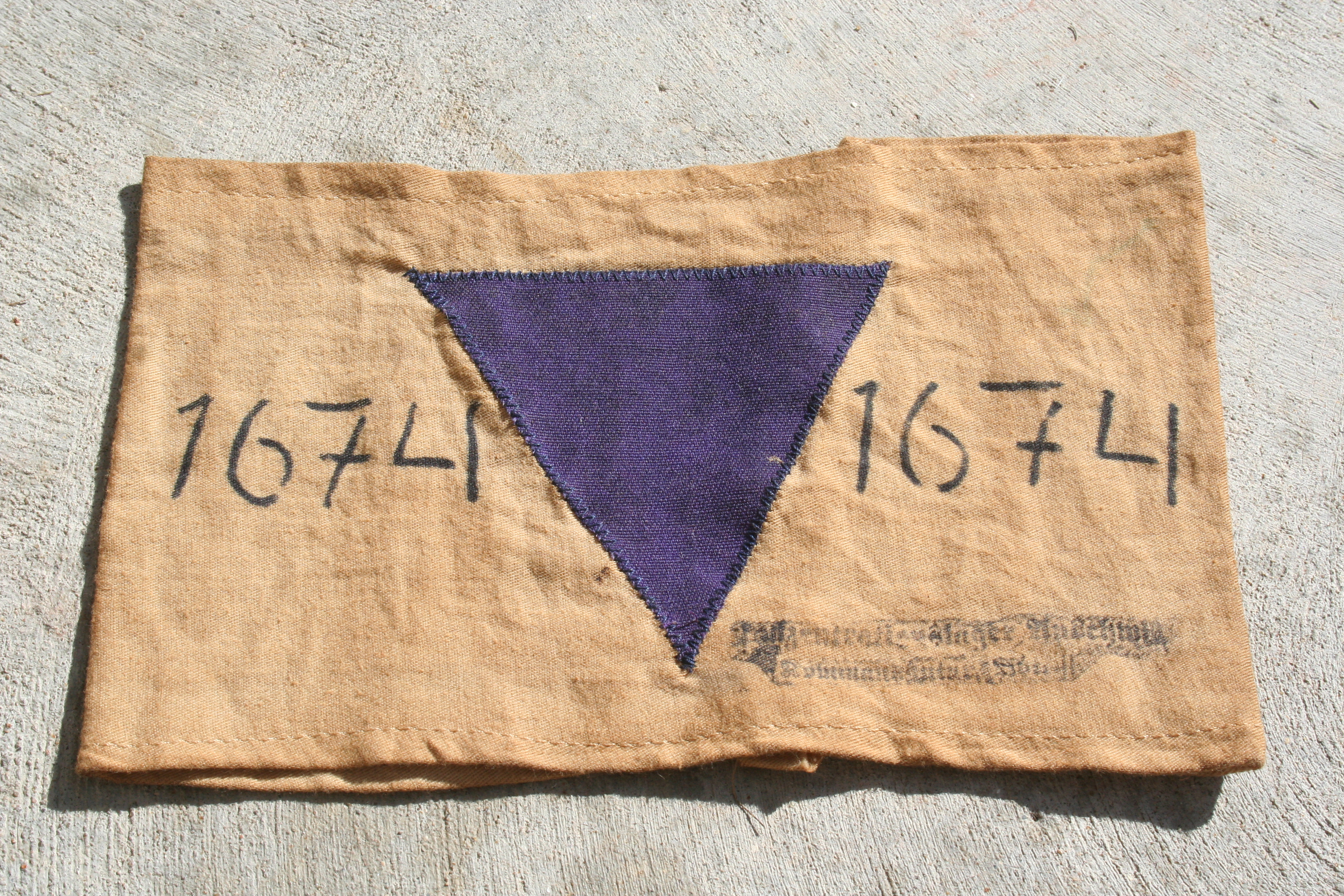
KZ-Kennzeichnung „Bibelforscher“

Die Geschichte der Zeugen Jehovas in der Zeit des Nationalsozialismus ist geprägt von den Konflikten mit den nationalsozialistischen Staatsorganen, unter anderem wegen ihrer Verweigerung des Kriegsdienstes und des Hitlergrußes. Während der Zeit des Nationalsozialismus wurden die Zeugen Jehovas (früher „Bibelforscher“ genannt) vor allem deswegen verfolgt.

## Vorgeschichte 1918 bis 1933
Im Ersten Weltkrieg leistete die Mehrzahl der deutschen Bibelforscher, wie sich die Zeugen Jehovas vor 1931 nannten, der Einberufung zum Militärdienst Folge. Aber einige verweigerten den Kriegsdienst und hatten dadurch Konflikte mit der Gesellschaft. Während der Weimarer Republik, die keine Wehrpflicht kannte, fielen sie durch ihre offensive Missionierung und Anklagen gegen die Amtskirchen auf, denen sie unter anderem vorwarfen, die Kriegführung im Weltkrieg unterstützt zu haben. Die Religionsgemeinschaft wuchs rasch: Bekannten sich 1918 noch 3.900 Menschen als Bibelforscher, waren es 1919 schon 5.500 und 1926 bereits 22.500. Die Religionsgemeinschaft stieß aber auch auf deutliche Ablehnung.
Die Anschuldigungen der völkisch-nationalen Presse konzentrierten sich im Kern darauf, die Bibelforscher als von Juden oder Freimaurern finanzierte Organisation darzustellen, die eine bolschewistische Revolution vorbereite. Diese Verschwörungstheorien wurden unter anderen von Alfred Rosenberg aufgegriffen, dem Chefredakteur des Völkischen Beobachters, der Parteizeitung der NSDAP. Sie entstammten ursprünglich der kirchlichen Agitation, mit der Katholiken und Protestanten auf die heftigen Anklagen der pazifistischen Bibelforscher reagiert hatten. Auch ihre Herkunft aus den USA wurde als Bedrohung ausgelegt. Die Bibelforscher verkündeten den bevorstehenden Untergang aller staatlichen Organisationen und Kirchen, die ihrer Auffassung nach unter der Herrschaft Satans stünden. Sie betonten zwar ihre politische Neutralität und erklärten ausdrücklich, dass die Vernichtung von Staaten und Kirchen nur durch Jesus und Jehova erfolgen sollte. Dennoch interpretierten Ankläger in die Schriften der Bibelforscher Belege für den angeblichen jüdischen, kommunistischen und umstürzlerischen Charakter der Bewegung hinein. Weltverschwörungstheorien schrieben den Bibelforschern eine zentrale Position in einem angeblich geplanten Umsturz zu.
Kirchliche Stellen lieferten sich mit den Bibelforschern einen regelrechten Schlagabtausch, wobei die evangelischen Kirchen mehr Einsatz zeigten als die katholischen. Materialdienste und apologetische Abteilungen beider großen Kirchen beschäftigten sich intensiv mit der Lehre der Bibelforscher, um Pfarrern Argumentationshilfen zu bieten. Flugblattaktionen griffen jeweils die andere Position an. Während Bibelforscher vor Kirchen und Friedhöfen predigten oder Flugblätter und Traktate verteilten, versuchten Geistliche während der Vorträge der Bibelforscher Diskussionen zu erzwingen. Kirchliche Stellen griffen teilweise auch Argumente der völkisch-nationalen Presse auf. Als die Kirchen erhebliche Austritte von Freidenkern erfuhren, brachten sie die Bibelforscher mit diesen Verbänden in Verbindung.
Andererseits wurden die Angriffe der Bibelforscher gegen die Kirchen als maßlose Kritik empfunden. Als Paul Balzereit, der Vorsitzende der Wachtturm Bibel- und Traktatgesellschaft, 1924 seine gegen die katholische Kirche gerichtete Schrift Die größte Geheim-Macht der Welt veröffentlichte, war das Echo außerhalb der Kreise der Bibelforscher rundweg negativ. Darin wurde dem Vatikan die Schuld an der bedrängten Lage des deutschen Volks gegeben und die Bibelforscher als Bekämpfer Roms dargestellt, die dadurch der Menschheit einen großen Dienst erweisen würden. Das Buch wurde verboten, die Religionsgemeinschaft zu einer Geldstrafe verurteilt.
Die rechtlichen Mittel gegen die Bibelforscher waren jedoch sehr begrenzt. Obwohl jährlich hunderte Gerichtsverfahren wegen unerlaubten Hausierens oder Verstößen gegen die Gewerbeordnung stattfanden, wurden nur in wenigen Fällen tatsächlich Geldstrafen verhängt. Ein erster Wegbereiter für die staatliche Verfolgung war die von kirchlichen Kreisen forcierte Notverordnung „zur Bekämpfung politischer Ausschreitungen“ vom März 1931, die auch ein polizeiliches Einschreiten gegen Beschimpfung oder Verächtlichmachung von religiösen Bräuchen oder Gegenständen erlaubte. Bayern war Vorreiter darin, auf dieser Grundlage Veranstaltungsverbote gegen Bibelforscher auszusprechen und Beschlagnahmungen durchzuführen.
Die Bibelforscher selbst sahen all diese Maßnahmen gegen sie als Bestätigung ihrer Auffassung, dass Staat und Kirche vom Teufel gelenkt gegen sie kämpften und sie als Märtyrer eine ähnliche Verfolgung erleiden würden wie die ersten Christen. Sie begriffen die Situation als Bestätigung der Worte Jesu im Johannesevangelium, der den Jüngern den Hass der Welt ankündigte (Joh 15,19 ). Nachdem sich ihre Prophezeiung, im Jahr 1925 würde Harmagedon, der Endkrieg Gottes gegen die Mächte Satans mit dem anschließenden Anbruch eines Tausendjährigen Reichs eintreten, nicht erfüllt hatte, stagnierte zunächst das Wachstum, und ab 1928 sanken die Mitgliederzahlen sogar. In den letzten drei Jahren vor der Machtübernahme Hitlers war jedoch wieder eine erhebliche Zunahme der Mitgliederzahlen zu verzeichnen. Trotz des relativ hohen Wachstums machten die Zeugen Jehovas beim Machtantritt der Nationalsozialisten 1933 mit 25.000 bis 30.000 Mitgliedern nur etwa 0,038 Prozent der Bevölkerung des Deutschen Reiches aus.

## Orientierung 1933 bis 1939

### Weltanschauung
Die Zeugen Jehovas standen dem NS-Regime von Anfang an ablehnend gegenüber. Der kanadische Historiker Michael H. Kater sieht den Grund für diese „Todfeindschaft“ in einer strukturellen Ähnlichkeit der jeweiligen Ideologien: Sowohl Nationalsozialisten als auch Zeugen Jehovas seien nicht demokratisch, sondern totalitär geprägt gewesen, wobei sich jene einen Führerstaat aufbauen wollten, diese eine „‚Theokratie‘, in der nicht der Führer, sondern Jehova Gott diktatorisch regiere“; beide hätten von ihren Mitgliedern verlangt, sich in die jeweilige Herrschaftshierarchie einzugliedern, beide hätten dazu aufgefordert, für die jeweiligen höheren Zwecke die Interessen der Eigenpersönlichkeit zu opfern, beide hätten einen Ausschließlichkeitsanspruch erhoben. Die Historikerin Monika Minninger erklärt dagegen, dass die Zeugen Jehovas in ihrem religiösen Gedankengut eine diametral entgegengesetzte Haltung zu den Nationalsozialisten einnahmen, was die Gegnerschaft begründet habe.

### Beginn der Verfolgung
Die Reichstagsbrandverordnung vom 28. Februar 1933 bildete die Rechtsgrundlage für viele Verbote und Verfolgungsmaßnahmen, auch gegen die Zeugen Jehovas, die von April bis Juni 1933 in den verschiedenen Ländern des Reiches ausgesprochen wurden.
In den ersten Jahren war, neben den allgemein bekannten Vorwürfen, die Verweigerung des Hitlergrußes, die Wahlverweigerung und das Fernbleiben von staatlichen Organisationen (Reichsluftschutzbund, Deutsche Arbeitsfront u. a. m.) Anlass zu Entlassungen und diversen Formen öffentlicher Erniedrigung. Ihre Weigerung, an den Feiern zum 1. Mai teilzunehmen, der seit 1933 gesetzlicher Feiertag war, hatte für viele Mitglieder der Religionsgemeinschaft die fristlose Entlassung zur Folge. Zahlungen der Renten- oder Pensionskassen wurden einbehalten, als angeblich asozialen Elementen wurden ihnen auch die Arbeitslosenunterstützungen verweigert. Da die illegalen Unterstützungszahlungen aus dem Ausland nicht hinreichten, betätigten sich viele Zeugen Jehovas, um nicht zu verhungern, als Lumpensammler. Schulpflichtige Kinder von Zeugen Jehovas waren von Anbeginn starkem Gruppenzwang ausgesetzt. Von Lehrern wie Schülern ausgegrenzt und oft körperlich angegriffen, wurden nationalsozialistische Rituale, die sie durch ihre Erziehung als Götzendienst empfanden, zum täglichen Spießrutenlauf.
In ihrem Bemühen, die von verschiedener Seite vorgebrachten Anklagen zu entkräften, versuchten die Zeugen Jehovas bereits seit Februar 1933 ihren unpolitischen Charakter herauszustellen. Da man aber auch für die Gleichheit aller Menschen („Deutscher, Franzose, Jude, Christ, Freier oder Sklave“) und das messianische Königreich einstand, trugen diese Stellungnahmen nicht zur Versöhnung bei. In der deutschen Zentrale der Zeugen Jehovas in Magdeburg wurden bereits Anfang April 1933 Vorbereitungen für den Fall des Verbotes getroffen.
Gleichzeitig wurde eine „Anpassung an die nationalen Verhältnisse“ vorbereitet. Mit einem Memorandum vom 26. April 1933 teilte die Leitung der Zeugen Jehovas die Internationale Bibelforscher-Vereinigung in die Norddeutsche Bibelforschervereinigung und Süddeutsche Bibelforschervereinigung auf. Den Bestimmungen entsprechend, wurden die jeweils zehn Posten ausschließlich mit so genannten „Ariern“ besetzt.
Am 8. Juni 1933 sandte die Zentrale der Zeugen Jehovas in Magdeburg ein Schreiben an den Reichsinnenminister Wilhelm Frick (NSDAP). Darin heißt es:

„Die unterfertigte Gesellschaft gibt sich die Ehre, den verehrten Herrn Minister zu bitten, ihren Präsidenten Herrn Richter J. F. Rutherford, Brooklyn N. Y., dann vorher in nachstehend näher erklärten Angelegenheit empfangen zu wollen, wenn in der Angelegenheit eine gegen uns gerichtete Entschließung beabsichtigt ist.“

Im weiteren Verlauf dieser Ausführungen werden die bereits in einzelnen Ländern des Deutschen Reiches (außer Preußen) ausgesprochenen Verbote genannt. Diese Offerte blieb offenbar ohne Antwort. Am 24. Juni 1933 wurden die Zeugen Jehovas in ganz Deutschland verboten.

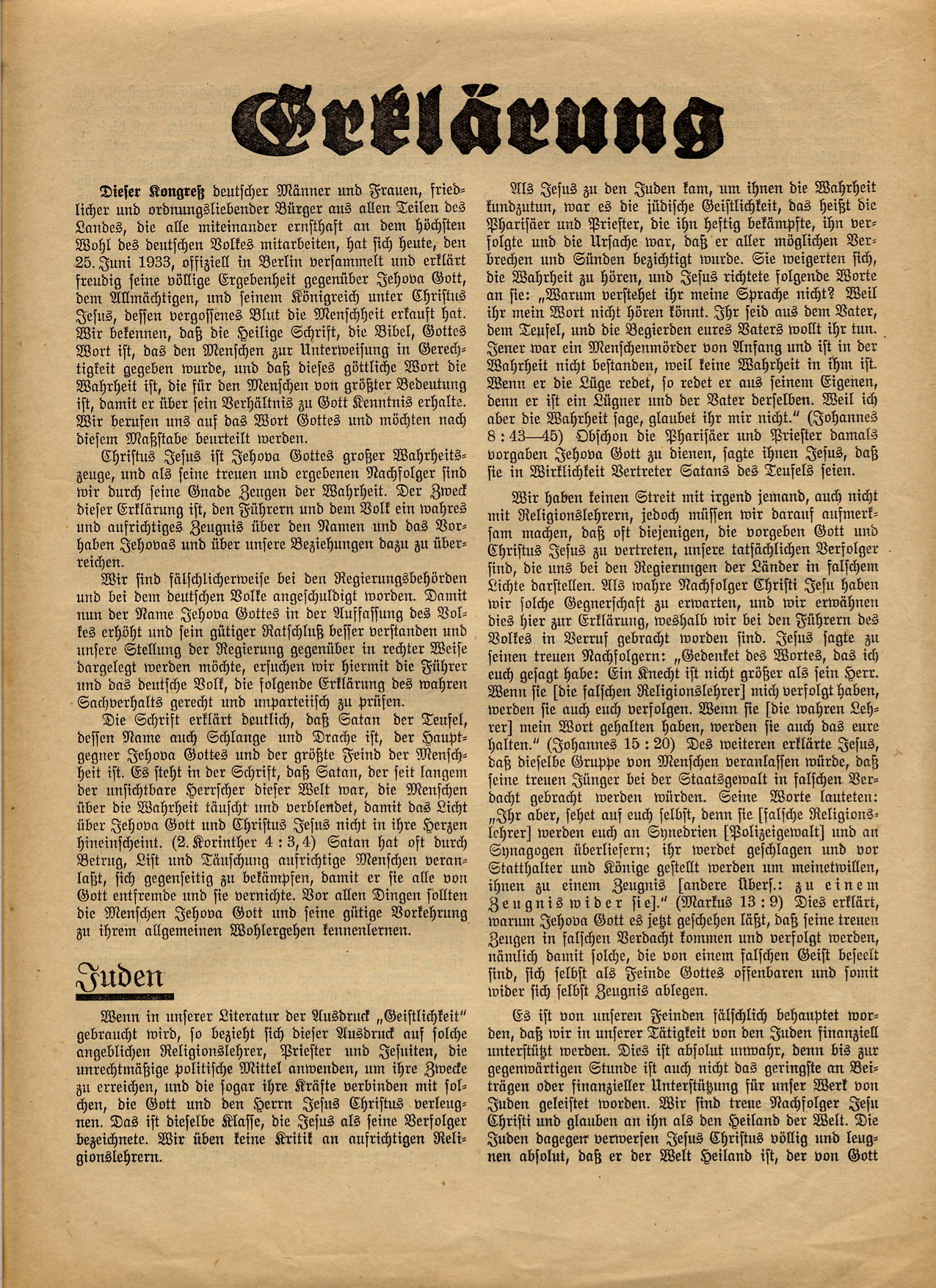
Wilmersdorfer Erklärung vom 25. Juni 1933, Seite 1

Für den 25. Juni 1933 lud die Magdeburger Zentrale zu einer Großveranstaltung nach Berlin ein. In Tennishallen in Berlin-Wilmersdorf versammelten sich etwa 7000 Teilnehmer. Dort wurde die sogenannte „Wilmersdorfer Erklärung“ verabschiedet, die am folgenden Tag an Hitler gesandt und später in dem in der Schweiz erschienenen „Jahrbuch 1934 der Zeugen Jehovas“ veröffentlicht wurde. Man hoffte, damit die Anschuldigungen zu widerlegen, und distanzierte sich deutlich von dem Vorwurf, eine von Juden finanzierte Organisation zu sein. Die Leitung hielt es zu diesem Zweck für notwendig, sich an den antisemitischen Sprachgebrauch des Regimes anzupassen, und erklärte, es seien die „Handelsjuden des Britisch-Amerikanischen Weltreiches, die das Großgeschäft aufgebaut und benutzt haben als ein Mittel der Ausbeutung und der Bedrückung vieler Völker“. Aus den eigenen Reihen wurden Stimmen laut, die diese Erklärung als zu zurückhaltend gegenüber den Nationalsozialisten empfanden.

### Eskalation
Im Verlaufe des Jahres 1933 schien sich die deutsche Leitung der Wachtturm Bibel- und Traktatgesellschaft unter Paul Balzereit in dem Bemühen, zumindest das Verlagswesen in die Legalität zurückzuholen, zunehmend von der Basis und schließlich auch von dem aus der Weltzentrale in Amerika gewünschten Kurs zu entfernen. Während sich einige Zeugen Jehovas enttäuscht distanzierten, begannen andere – entgegen der ausdrücklichen Weisung der Leitung – die Missionsarbeit in der Illegalität fortzusetzen. Im Februar 1934 erklärte Joseph Franklin Rutherford die Verhandlungen für gescheitert und stellte Reichskanzler Hitler ein Ultimatum, nach dessen Ablauf man beginnen wollte, die Menschenrechtsverletzungen seiner Regierung international publik zu machen. Reichsleiter Balzereit setzte weiterhin darauf, die Verlagstätigkeit der Wachtturm-Gesellschaft zu legalisieren, und erzielte Ende 1934 erste Erfolge. Zeitgleich wurde jedoch auch die Wiederaufnahme der Tätigkeit zum 7. Oktober 1934 in der Illegalität beschlossen. Man schätzt, dass sich über 10.000 Zeugen Jehovas bereit erklärten, ihre Religion in Versammlungen und ihre Missionstätigkeit weiter auszuüben.
Mit Ablauf des Ultimatums begannen die Zeugen Jehovas eine internationale Protestkampagne gegen die Unterdrückung ihrer Glaubensbrüder und -schwestern im nationalsozialistischen Deutschland. Beginnend mit dem 8. Oktober 1934 wurden etwa 20.000 Telegramme und Briefe aus der ganzen Welt an Adolf Hitler zugestellt.

„Ihre schlechte Behandlung der Zeugen Jehovas empört die guten Menschen und entehrt Gottes Namen + Hören Sie auf Jehovas Zeugen weiterhin zu verfolgen sonst wird Gott Sie und Ihre nationale Partei vernichten.“

Hitler soll daraufhin gesagt haben: „Diese Brut wird in Deutschland ausgerottet.“ Damit waren die Verhandlungen und Zugeständnisse endgültig gescheitert. Es gab vermehrt Polizeiberichte über die Tätigkeit der nunmehr verbotenen „internationalen Bibelforscher“. Die fortgesetzte Zurückhaltung Balzereits wurde von den übrigen Anhängern der Religionsgemeinschaft mit zunehmender Feindseligkeit betrachtet. Im Mai 1935 wurde er trotz seines legalistischen Kurses von den Nationalsozialisten verhaftet und angeklagt. Weil er und seine Mitangeklagten im Gerichtsverfahren sich nicht offen zur Lehre der Zeugen Jehovas bekannt hatten, wurde er 1936 offiziell aus der Religionsgemeinschaft ausgeschlossen.
Gleichzeitig verschärften die Zeugen Jehovas in ihrem Schrifttum den Ton gegenüber der Reichsregierung. Hitler wurde mehr und mehr als der Antichrist dargestellt, seine Herrschaft als „die des Teufels auf Erden bezeichnet, die Jehova Gott nach seiner Niederkunft als erste zerstören werde“. Nach Ansicht des Historikers Michael H. Kater war damit die These von der politischen Neutralität widerlegt, auf die sich die Religionsgemeinschaft bis dahin immer berufen hatte: Die Zeugen Jehovas standen dem deutschen Staat in offener Feindschaft gegenüber.
Der relativ geringe Erfolg rechtlicher Schritte gegen die Zeugen Jehovas wurde zu diesem frühen Zeitpunkt durch juristische Formfehler und das Beharren von Juristen auf der in der Weimarer Verfassung gewährten Religionsfreiheit bestimmt. Auch die Tatsache, dass die Wachtturm Bibel- und Traktatgesellschaft – im Gegensatz zu den Bibelforschervereinigungen – eine US-amerikanische Zweigstelle war, die durch den Berliner Vertrag von 1921 geschützt war, konnten die Zeugen Jehovas zu ihren Gunsten gegenüber den Strafverfolgungsbehörden geltend machen.

### Verbreitung von Flugblättern
In großen Flugblatt-Verteilaktionen machten die Zeugen Jehovas 1936/37 auf ihre Unterdrückung in Deutschland aufmerksam. Bei diesen Aktionen wurden etwa bis zu 100.000 Flugblätter verbreitet. Dies gilt als die größte Widerstandsaktion während der Herrschaft des Nationalsozialismus.
Die Rezeption dieser Aktionen fällt unterschiedlich aus: Der Wiener Historiker Franz Graf-Stuhlhofer unterstreicht, dass sich die damalige Kritik an Hitlers Regierung weitgehend auf die Aufzählung von Gräueltaten gegen die eigene Religionsgemeinschaft beschränkte und dass die Zeugen Jehovas, indem sie neben dem NS-Regime gelegentlich auch die Kirchen für die Verfolgung mitverantwortlich machten, Verschwörungstheorien verbreiten. Als Beleg zitiert Graf-Stuhlhofer die Broschüre Entscheidung. Reichtum oder Ruin. Was wählst du?, in der es hieß:

„In Deutschland organisierten die Jesuiten die kommunistische Partei und brachten sie in Schwung, um sie dann in diplomatischer Weise auszunützen, die Menschen in Schrecken zu versetzen; das schaffte eine Grundlage, die nationalsozialistische Bewegung zu organisieren, die die Herrschaft über die Nation ergriffen hat und sie nun mit eiserner Faust regiert.“

Angesichts solcher Polemik sei es verständlich, dass sich die katholische Kirche nicht mit den verfolgten Zeugen Jehovas solidarisierte.
Auch Detlef Garbe verweist darauf, dass „die Leitung der Watch Tower Society die Hitlerregierung bis zuletzt als Instrument eines römisch-katholischen Komplottes bezeichnete und damit in ihrem Charakter gänzlich verkannte“.
Wolfgang Benz, bis 2011 Leiter des Zentrums für Antisemitismusforschung der TU Berlin, vertritt dagegen die Auffassung, dass die Glaubensgemeinschaft durch „die Flugblattaktionen die Bevölkerung über den verbrecherischen Charakter des NS-Staates aufzuklären suchte und sich dadurch über die Verteidigung ihrer Interessen hinaus gegen das Unrechtsregime engagierte“. Und Sibyl Milton, Leitende Historikerin am United States Holocaust Memorial Museum, hebt hervor, dass die Flugblattaktion „das Schicksal der Zeugen und das der Juden in den Konzentrationslagern in den Mittelpunkt des Interesses“ rückte. Auch die Historikerin Marion Detjen teilt die Meinung, dass der Widerstand der Zeugen Jehovas trotz ihrer politischen Neutralität im Kern politisch war und sich gegen das NS-Unrechtsregime als solches wandte: „Im Gegensatz zur katholischen und protestantischen Kirche nannten sie in ihren Zeitschriften Hitler und Mussolini als ‚Diktatoren‘ und ‚Gewaltmenschen‘ durchaus beim Namen.“

### Kirchen als Unterstützer der staatlichen Verfolgung
Die Amtskirchen begegneten – von wenigen Solidaritätsbekenntnissen abgesehen – den staatlichen Verboten und Verfolgungsmaßnahmen gegenüber den Bibelforschern mit Dankbarkeit und unterstützten sie sogar aktiv, indem sie die Geheime Staatspolizei in sektenkundlichen Fragen berieten.
Am 9. Juni 1933 fand eine Zusammenkunft zwischen Vertretern der Ministerien, der Gestapo und Vertretern der katholischen und der evangelischen Kirche in Berlin statt, um Maßnahmen für das Verbot der Zeugen Jehovas in Preußen zu besprechen. Der katholische Domkapitular Piontek bat um „strenge staatliche Maßnahmen“ gegen die Religionsgemeinschaft, der evangelische Oberkonsistorialrat Fischer wollte ein Verbot der Zeugen Jehovas wegen der Gefahr für das „deutsche Volkstum“ erwirken. Darüber hinaus vertrat er die Auffassung, dass die Kirche den Zeugen Jehovas auch „mit ihren eigenen Mitteln“ entgegentreten müsse.
Von offizieller evangelischer Seite wurden bereits im August 1933 Vorschläge unterbreitet, mit welchen Sekten ähnlich verfahren werden könnte. „Das Evangelische Deutschland“, das in Berlin erscheinende maßgebliche Organ auf protestantischer Seite, kommentierte am 10. September 1933 das Verbot der Zeugen Jehovas mit Dankbarkeit und forderte weitere Verbote:

„Die Kirche wird dankbar anerkennen, dass durch dieses Verbot eine Entartungserscheinung des Glaubens beseitigt worden ist […]. Damit ist jedoch noch keine vollständige Bereinigung der Sekten erreicht. Erwähnt seien nur die Neuapostolischen.“

1937 wurde von einem Vertreter des Landesbischofs der Bremischen Evangelischen Kirche dazu aufgerufen, Aktivitäten von Zeugen Jehovas umgehend an die Gestapo zu melden. Als am 22. Oktober 1939 Zeugen Jehovas eine Flugschrift vor die Tür eines evangelischen Vikars aus dem Münsterland ablegten, verständigte dieser sofort die Polizei und teilte mit, wer nach seiner Meinung als Täter in Frage kommen könnte.

### Religionsausübung trotz Verbots
Jehovas Zeugen wurden aufgrund ihrer Zugehörigkeit zur Bibelforschervereinigung oder der Verweigerung des Hitlergrußes und der Teilnahme an Wahlen als staatsfeindlich oder politisch unzuverlässig betrachtet. Daher wurde schon früh damit begonnen, ihnen Arbeitsstellen, Gewerbescheine, Wandergewerbescheine, ihren Beamtenstatus, Grundstücke, Häuser, Fahrzeuge, Landwirtschaftserlaubnis oder Betriebsgenehmigungen zu entziehen oder zu verwehren. Renten, Pensionen, Arbeitslosengeld oder Sozialhilfe wurden verwehrt oder gemindert. Jehovas Zeugen galten als unvermittelbare „asoziale Elemente“, denen folglich keine Arbeitslosenunterstützung zustand.
Die Inhaftierung Balzereits im Mai 1935 stand am Beginn einer Reihe von zentralen personellen Neubesetzungen der Bibelforschervereinigung. Sein Nachfolger war Fritz Winkler. Er wurde bei der ersten Verhaftungswelle August/September 1936 inhaftiert. Ihm folgte Erich Frost in der Leitung der Religionsgemeinschaft nach, er wurde bei der zweiten Verhaftungswelle am 21. März 1937 inhaftiert. Der schon im Voraus bestimmte Nachfolger Heinrich Dietschi wurde bereits mit der dritten Verhaftungswelle im August/September 1937 inhaftiert. Die personelle Notlage wurde auch dadurch deutlich, dass – ansonsten gänzlich unüblich – Führungspositionen zunehmend mit weiblichen Zeugen Jehovas besetzt wurden.
Die Zeugen Jehovas eigneten sich schnell die nötigen Fähigkeiten zu konspirativer Untergrundtätigkeit an. Die Verbindungen zu Schwesterorganisationen im Ausland wurden aufrechterhalten, der Wachtturm und andere Schriften wurden in großer Zahl ins Land geschmuggelt oder in Deutschland illegal vervielfältigt. Die Missionsarbeit wurde wegen häufiger Denunzierungen immer seltener klassisch von Haus zu Haus durchgeführt, sondern zunehmend in kleinen organisierten Blitzaktionen, um den Ort vor Ankunft der Gestapo zu verlassen. Auf diese Weise wurden bis 1937 auch reichsweit abgestimmte Aktionen durchgeführt. Mit zunehmender Verfolgung wurde auch die Organisationsstruktur beeinflusst. Nachrichten wurden kodiert, Personen und Veröffentlichungen der Wachtturmgesellschaft erhielten Tarnnamen. Publikationen wie die Zeitschrift „Der Wachtturm“ mussten oft aus dem Ausland eingeschmuggelt und illegal vervielfältigt werden. Zuletzt gab es nur noch Zellen bis zu einer Größe von etwa sechs Personen. Zeugen Jehovas in leitenden Positionen kannten nur wenige andere Leiter, damit sie bei Verhören nicht zu viele Identitäten verraten konnten.

### Staatliche Maßnahmen
Auch die Nationalsozialisten stellten sich auf die Situation ein. Wiederholt wurden amtliche Stellen, sowohl Richter als auch Polizei und Gestapo, auf die Gefahr hingewiesen, die angeblich von den Bibelforschern ausging. Insbesondere den Juristen wurde durch Anweisungen und Veröffentlichungen in Fachzeitschriften dargelegt, welche Urteile gegen Bibelforscher erwünscht wären. Die Nationalsozialisten wendeten den Sorgerechtsentzug als eine Möglichkeit zur Einflussnahme auf die Zeugen Jehovas an. Insbesondere seit der Wiedereinführung der Wehrpflicht im März 1935 wurden männliche Zeugen Jehovas zunehmend wegen Wehrdienstverweigerung belangt. Strafverfahren gegen Zeugen Jehovas fanden vor den 1933 eingerichteten Sondergerichten statt, die schärfere Urteile fällten als die übrige Justiz, unter anderem nach dem Heimtückegesetz.

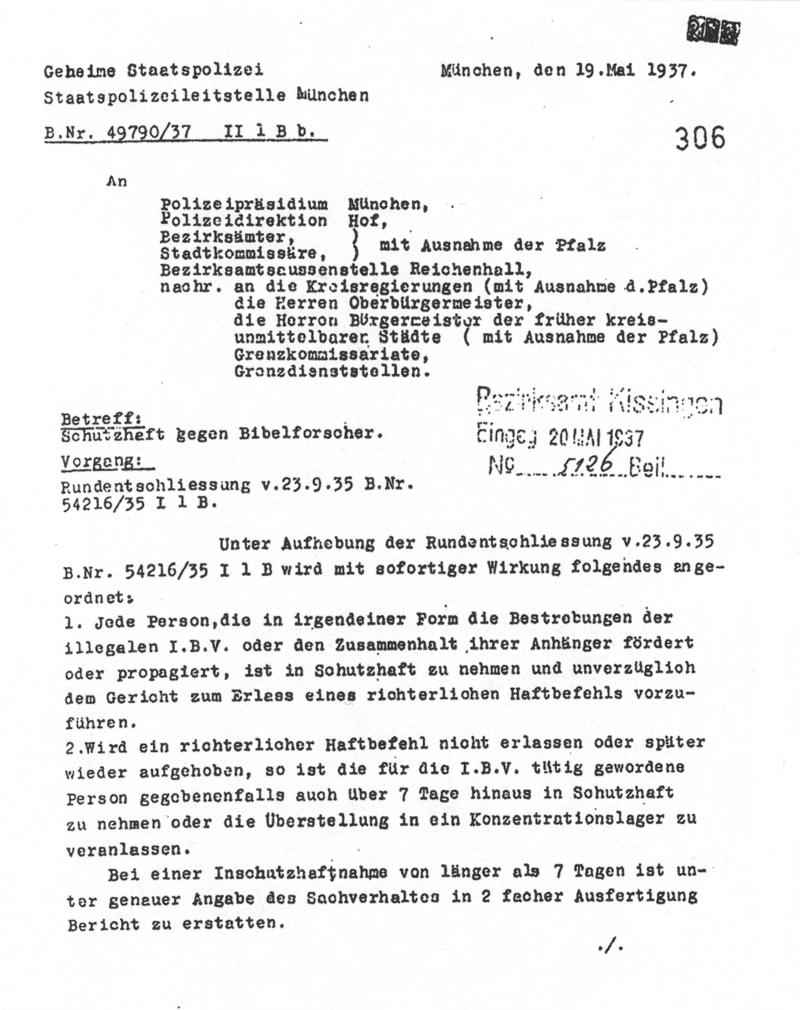
Gestapo-Erlass ordnet Schutzinhaftierung von Zeugen Jehovas an, falls das Gericht keinen Haftbefehl erstellt

Die Gestapo verlängerte verhängte Strafmaße regelmäßig durch die so genannte Schutzhaft. Im Juni 1936 bildete sie ein eigenes Sonderkommando zur Bekämpfung der Zeugen Jehovas. Die Praxis der urteilskorrigierenden Schutzhaft wurde ab dem 5. August 1937 durch das Geheime Staatspolizeiamt in Berlin (Gestapa) als Erlass an die Dienststellen gegeben.
Die Haftverlängerung war jedoch nicht einziges Ziel der Gestapo. Die „Verpflichtungserklärungen“ („Reverse“), mit denen ein Zeuge Jehovas sich die „Schutzhaft“ ersparen konnte, war ein erster Test, die Staatstreue zu prüfen. Personen, die die Unterschrift leisteten, wurden – zumindest bei geringfügigen Vergehen – von der Schutzhaft verschont und unter Beobachtung freigelassen. Offenbar unterschrieben viele Zeugen Jehovas aus taktischen Gründen, um sich oder ihre Angehörigen zu schützen, ohne sich jedoch innerlich vom Glauben zu trennen. Dies war vielen möglich, weil die Verpflichtungserklärung anfangs von der „Internationalen Bibelforschervereinigung“ sprach, sie sich selbst aber als „Zeugen Jehovas“ betrachteten. Die Gestapo veränderte den genauen Wortlaut der Erklärungen mehrmals, so dass es den Mitgliedern der Religionsgemeinschaft zunehmend schwerer fiel, diese zu unterzeichnen.
Richter sahen durch diese nachträglichen Urteilskorrekturen der Gestapo die Würde des Gerichts angegriffen. Mitarbeiter des Strafvollzugs fühlten sich durch die Korrekturen bei ihren Umerziehungsmaßnahmen behindert, die Bibelforscher zu wertvollen Mitgliedern der Volksgemeinschaft machen sollten. Insbesondere das Abführen von gerade freigesprochenen Bibelforschern aus dem Gerichtssaal oder die Verbüßung einer nachgelagerten Schutzhaft in derselben Gefängniszelle führten zu Beschwerden.
Der zuständige Ministerialdirektor des Reichsjustizministeriums Wilhelm Crohne leitete die Beschwerden der Generalstaatsanwälte an die Gestapo weiter. Bei der Chefpräsidentenbesprechung teilte er das Ergebnis mit: Die Anweisung zur allgemeinen Schutzhaft müsse von der Justiz hingenommen werden. Die Gestapo erklärte sich bereit, dass die Schutzhaft zukünftig immer in den Konzentrationslagern und eine Verhaftung zur Schutzhaft nicht mehr im Gerichtssaal erfolgen werde. Crohne wies die Richter im Zusammenhang darauf hin, die Strafen gegen Bibelforscher entsprechend hoch zu bemessen, um diese „notwendigen Korrekturen“ zukünftig zu vermeiden.
Nicht nur die Richterschaft, auch die Bevölkerung sollte über den vermeintlichen Charakter der „jüdisch-pazifistischen Sekte“ aufgeklärt werden. Die Nationalsozialisten engagierten daher Experten der völkisch-nationalen Presse, um die „geheimen Machenschaften“ aufzudecken. So wurden Gutachten erstellt, die nicht nur die Kontakte zu den Freimaurern belegen, sondern auch beweisen sollten, dass Zeugen Jehovas Josef Stalin als den Stellvertreter Jehovas betrachten.

### Konzentrationslager

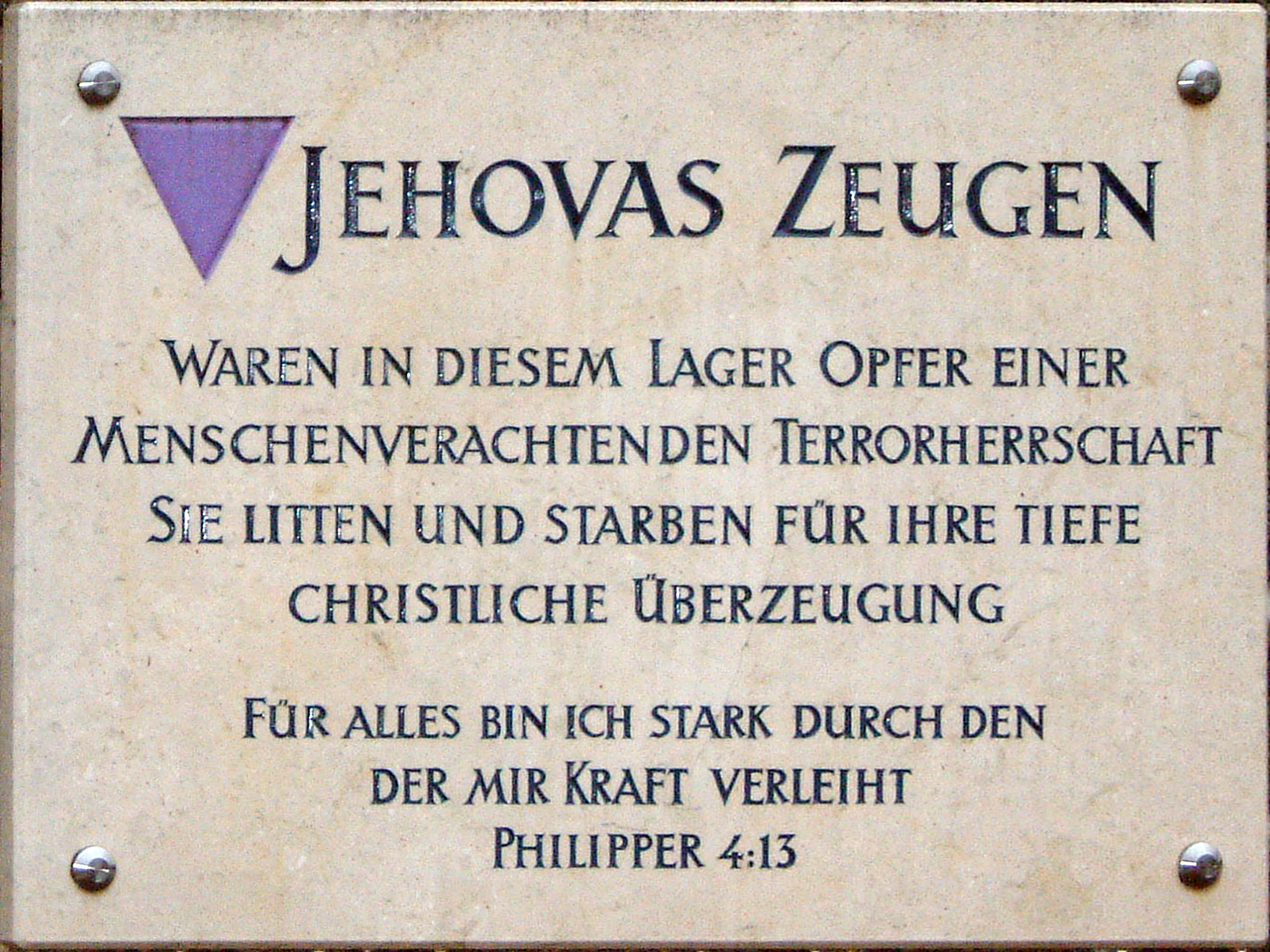
Mahntafel im KZ Mauthausen

Generelles Schreibverbot für Bibelforscher

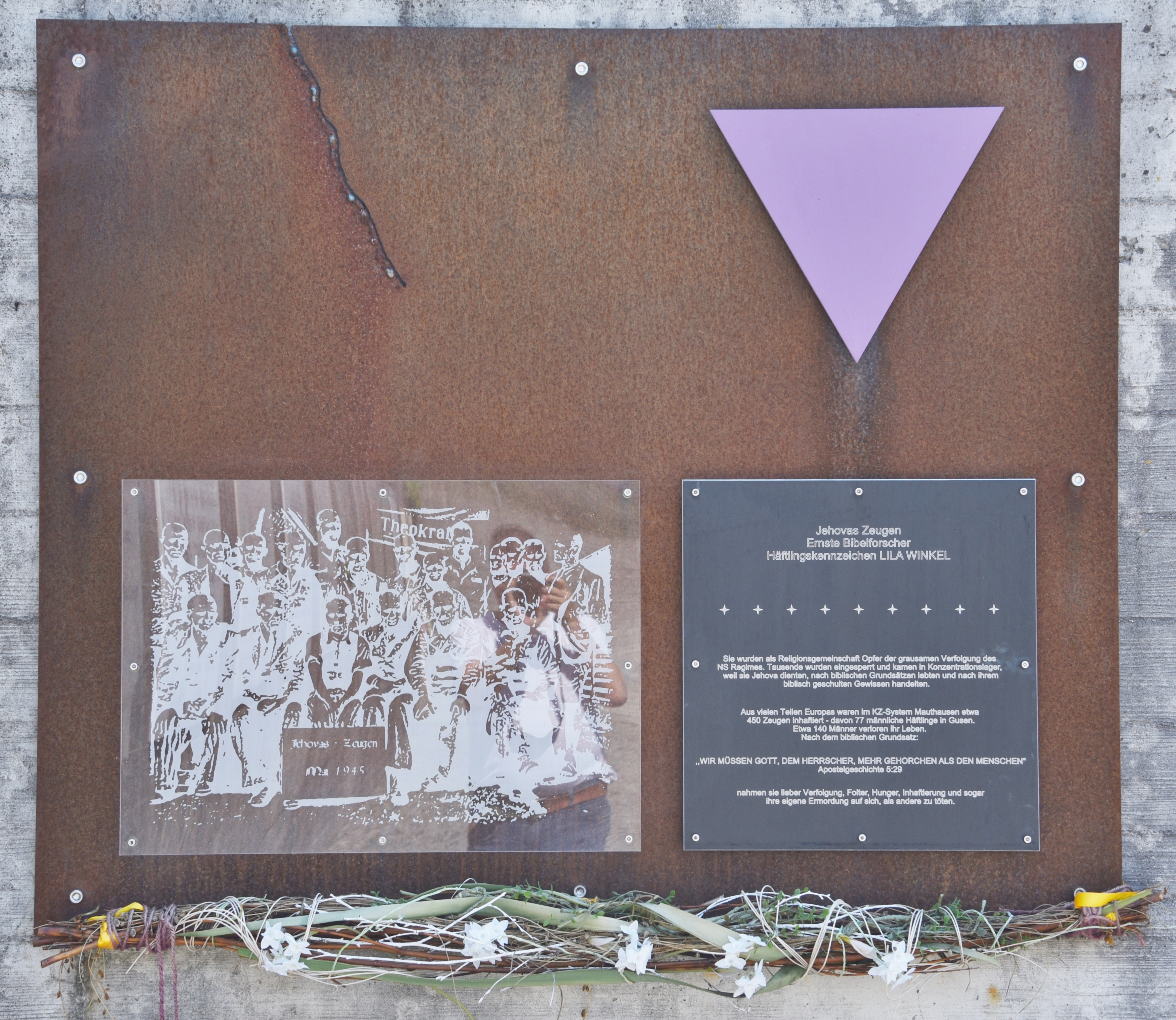
Gedenktafel in Gusen

Konzentrationslager standen unter Leitung der SS. Zeugen Jehovas waren dort unter „Schutzhaft“ und wurden seit 1935/1936 als eigene Gruppe an der Kleidung, meist durch blaue Punkte oder Kreise, markiert. 1938 wurden die Farbcodes vereinheitlicht, und die Bibelforscher erhielten ein lila Dreieck („Lila Winkel“). Bis Kriegsbeginn stellten sie in vielen KZs einen beträchtlichen Teil der Insassen; in den Frauen-KZs bildeten sie 1939 die größte Gruppe. Die Anzahl der Zeugen Jehovas, die in Auschwitz inhaftiert waren, ist im Unterschied zu allen anderen Konfessionen recht genau bekannt: Es waren mindestens 387. Die Zahl der Ermordeten ist unbekannt.
Die Lagerleitungen der KZs beabsichtigten zwar keine systematische Vernichtung der Zeugen Jehovas wie beispielsweise im Falle von Juden, Roma und Sinti, dennoch war der KZ-Alltag von Schwerstarbeit, Misshandlung, Krankheit, Unterernährung und Tod geprägt. Viele Schikanen der SS provozierten zudem den vorzeitigen Tod auch gesunder Häftlinge.
Die beharrliche Weigerung, die „Besserungsmaßnahmen“ der SS-Leitung anzunehmen, brachte den Zeugen Jehovas oftmals viele zusätzliche Angriffe durch die Lagerleitung ein. So wurden die üblichen Sanktionen wie Isolation von anderen Gefangenengruppen, besonders lange Dienstzeiten in Strafkompanien, Kürzung der Essensration und Verweigerung der Krankenbehandlung bei Zeugen Jehovas in einigen Lagern zum Normalzustand. Auch brachten ihnen ihre offen bekundeten Glaubensansichten Probleme. Jede Verweigerung des Hitler- oder Fahnengrußes, jede Verweigerung des Wehrdienstes und jede Beantwortung der Frage nach dem Glauben zogen Prügel – oft durch mehrere SS-Männer – nach sich. Wurden schon gesunde Zeugen durch diese Misshandlungen schwer mitgenommen, bedeuteten sie für ältere Zeugen Jehovas schnell den Tod.
Die Zeugen Jehovas hatten ein starkes Zusammengehörigkeitsgefühl. Vieles, was legal oder illegal in die Baracken gebracht wurde, wurde solidarisch geteilt. Dies half nicht nur Minderbemittelten oder solchen, die keine Angehörigen in Freiheit hatten, sondern vermied auch Neid und Diebstahl. Da Zeugen Jehovas oft der Zugang zur Krankenversorgung verwehrt blieb, waren Kranke darauf angewiesen, von ihren Mitgläubigen gepflegt zu werden. Dies brachte den Zeugen Jehovas bei vielen Mithäftlingen Respekt ein. Auffallend waren auch die Ordnungsliebe und umfassende Hygiene-Regeln, die einen gewissen Schutz gegen Krankheiten boten. Die Ordnungsliebe wurde verschiedentlich von der SS-Leitung genutzt, um von dem Zustand der Lager ein geschöntes Bild zu vermitteln, indem nur die Bibelforscher-„Musterblöcke“ besichtigt wurden. Auch die SS-Leiter der Konzentrationslager beschäftigten in ihren Dienstvillen gerne (weibliche) Zeugen Jehovas, weil sie als loyal galten.
Kooperationen mit anderen Häftlingen bildeten die Ausnahme. Die Zeugen Jehovas versuchten ihre Neutralität auch im KZ zu bewahren. Wegen ihrer glaubensbedingten Verpflichtung zur Wahrheit und Friedfertigkeit mieden sie die Häftlinge des aktiven Widerstands ebenso wie diese die Zeugen Jehovas. Kooperationen fanden auch deshalb kaum statt, weil die Lagerleitung bestrebt war, die Zeugen Jehovas wegen der unentwegten Missionierungsversuche von anderen Gefangenengruppen fernzuhalten. Gelang ihnen dies nicht, kam es auch im KZ vereinzelt zu Bekehrungen.

## Zweiter Weltkrieg
Mit dem Beginn des Zweiten Weltkriegs am 1. September 1939 trat die Kriegssonderstrafrechtsverordnung vom 17. August 1938 in Kraft.

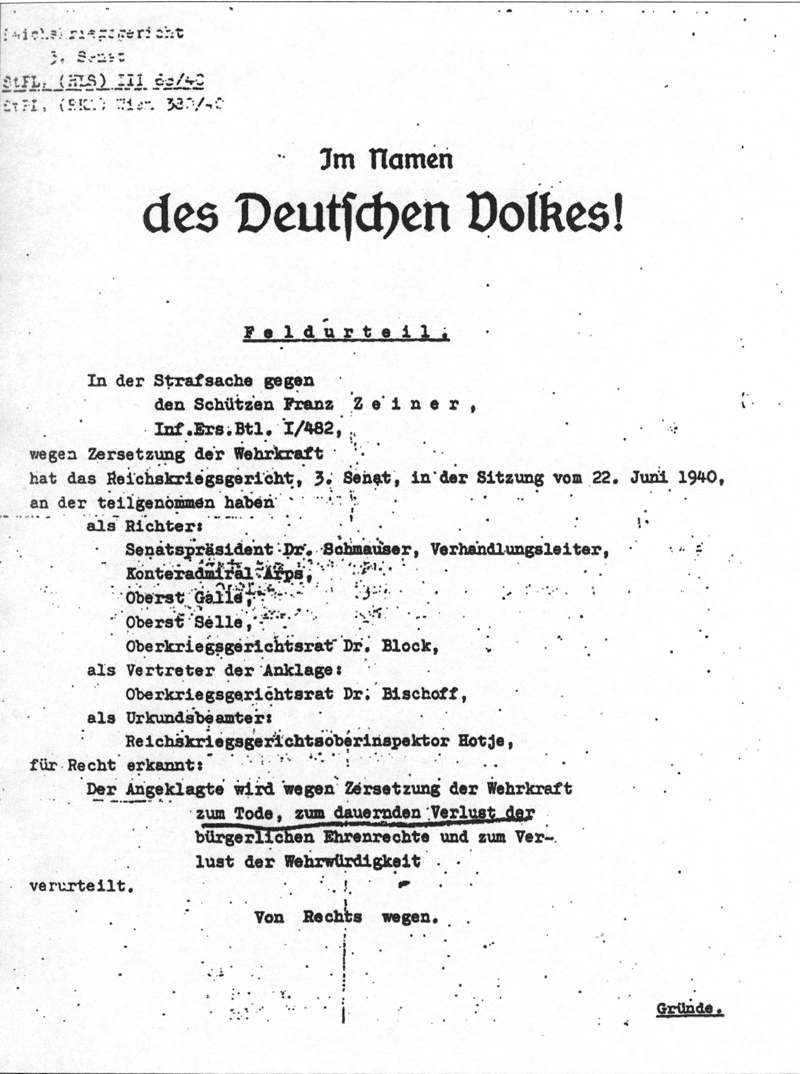
Übliches Todesurteil gegen Kriegsdienstverweigerer

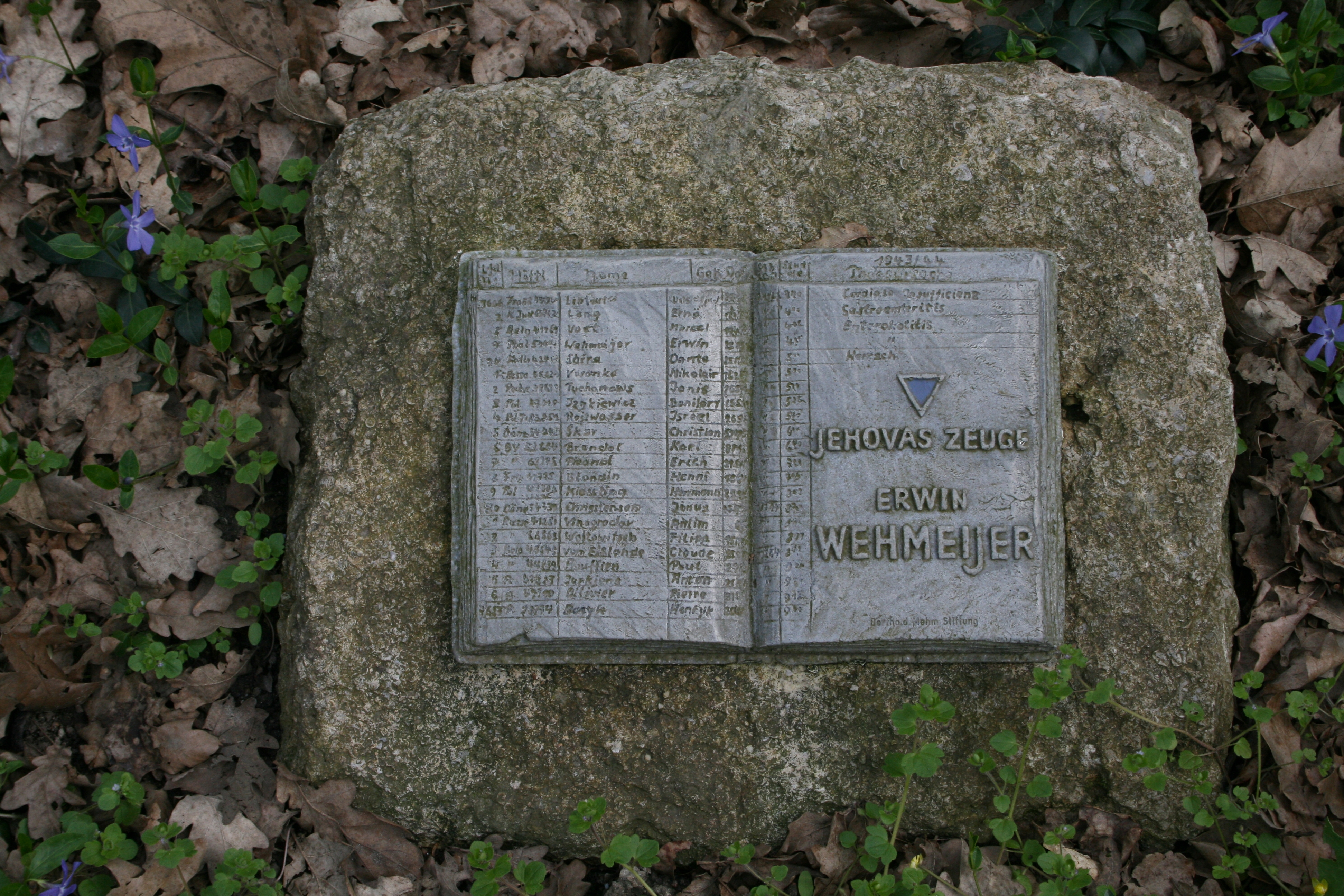
Gedenkstein für den am 2. Dezember 1944 im KZ Neuengamme an den Haftfolgen gestorbenen Erwin Wehmeijer, Mitglied der Zeugen Jehovas

Zeugen Jehovas wurden zwar schon seit 1936 von Gerichten der Wehrmacht wegen Wehrdienstverweigerung verurteilt. Doch mit Kriegsbeginn wurde für das gleiche Vergehen nun statt ein bis zwei Jahren Haft die Todesstrafe das übliche Strafmaß. Der Zeitpunkt, zu dem der Einzelne seine Weigerung bekanntgab, war unterschiedlich, jedoch stellte die Vereidigung vor Gott auf Hitler für das Gewissen vieler Zeugen Jehovas ein unüberwindliches Hindernis dar. Nach Detlef Garbe verweigerten die Zeugen Jehovas „in großer Zahl“ den Kriegsdienst, nach Franz Graf-Stuhlhofer handelte es sich um „ungefähr ein Viertel der männlichen Zeugen Jehovas im wehrpflichtigen Alter“. Weder die noch nicht erfolgte Gestellung noch „Wehrunwürdigkeit“ noch Dienstunfähigkeit noch geistige Unzurechnungsfähigkeit noch die Bereitschaft, waffenlosen Dienst zu leisten, boten den Zeugen Jehovas Schutz davor, für ihre Gesinnung bestraft zu werden. Die Strafe war „Tod, Verlust der Wehrwürdigkeit und dauernder Verlust der bürgerlichen Ehrenrechte“. Davon konnten auch Frauen betroffen sein: Unter den in der Hinrichtungsstätte Berlin-Plötzensee ermordeten Zeugen Jehovas war Helene Gotthold, verurteilt „wegen Wehrkraftzersetzung in Verbindung mit landesverräterischer Begünstigung des Feindes“. Die von der Militärjustiz erwartete abschreckende Wirkung dieser Strafe trat nicht ein. Im ersten Jahr des Krieges machten 152 betroffene Zeugen Jehovas unter allen Verfahren wegen „Zersetzung der Wehrkraft“ 14 Prozent aus. Wegen dieser Straftat wurden vom Reichskriegsgericht 117 Todesurteile gefällt, 112 davon (95,7 %) gegen Bibelforscher. Die in der Bibelforscherfrage verunsicherten Richter wurden von Hitler im August 1942 mit dem Hinweis unter Druck gesetzt, dass es in der Tierwelt schließlich auch so sei, dass asoziale Elemente ausgemerzt würden.
Die Richter versuchten dennoch wiederholt, die Zeugen Jehovas von der Notwendigkeit des Kriegsdienstes zu überzeugen. Doch weder die Belehrungen von Offizieren über die Wichtigkeit des Wehrdienstes noch verlängerte Wartezeit in den Todeszellen noch das Einwirken von Pfarrern beider großen Konfessionen noch juristische Sanktionen gegen Familienangehörige noch Scheinexekutionen noch das Arrangieren von Familientreffs (insbesondere mit andersgläubigen Mitgliedern) zeigten die erhoffte Wirkung. Und wenn doch, wurde der Entschluss oft nachträglich widerrufen.
Dabei konnten die Zeugen Jehovas das Urteil abwenden, wenn sie sich zum Wehrdienst bereit erklärten bzw. als Frau den Treueeid auf den Führer ablegten. Die Männer wurden in diesem Fall in Straf- und Bewährungsbataillonen an den gefährlichen Frontabschnitten eingesetzt.
Am 15. September 1939 wurde der erste deutsche Wehrdienstverweigerer exekutiert. Er war dabei jedoch nicht nach der Kriegssonderstrafrechtsverordnung verurteilt worden, sondern hatte eine Sonderbehandlung gemäß dem Runderlass vom 3. September 1939 an alle Staatspolizeistellen wegen Zersetzungsäußerungen und Kriegsdelikten erfahren. Der 29-jährige Zeuge Jehovas August Dickmann erhielt seinen Wehrpass ins KZ nachgesandt. Auf seine Weigerung hin, diesen zu unterschreiben, wurde er nicht nur – wie nach derartigen Befragungen üblich – verprügelt, sondern in Einzelhaft gebracht und schließlich vor dem gesamten Lager erschossen. Da die erhoffte abschreckende Wirkung ausblieb, wurden Erschießungen in der Folgezeit überwiegend abseits durchgeführt.
Auf Grundlage dieses Runderlasses und der Kriegssonderstrafrechtsverordnung konnten Zeugen Jehovas sowohl im KZ als auch in Freiheit wegen Wehrdienstverweigerung vorgeblich rechtmäßig exekutiert werden.
Die ersten Kriegsjahre 1939 und 1940 waren im KZ durch eine weitere Steigerung der Misshandlungen der Zeugen Jehovas geprägt. Mehrfach suchten sich SS-Führer einzelne Zeugen Jehovas heraus, um an ihnen eine Demonstration zu vollführen. Ziel war das Abschwören vom Glauben. Dieses Kräftemessen endete meist mit dem Tod des Bibelforschers.
Die Funktion des so genannten „Reichsdieners“, das heißt des ranghöchsten Ältesten der Zeugen Jehovas im Reichsgebiet, blieb nach der Inhaftierung Heinrich Dietschis bis Kriegsende unbesetzt. Die Bereiche Südwest- und Westdeutschland wurden hiernach von Ludwig Cyranek, der am 6. Februar 1940 verhaftet und am 3. Juli 1941 enthauptet wurde, Österreich von Peter Gölles, Verhaftung am 12. Juni 1940, geleitet. Die Koordination übernahm Robert Arthur Winkler aus den Niederlanden. Narciso Riet, der 1944/1945 in Dachau getötet wurde, und Julius Engelhard, hingerichtet am 14. August 1944, waren später für Süd- und Westdeutschland, Österreich und das Protektorat Böhmen und Mähren zuständig. Zusammen mit Wilhelm Schumann in Magdeburg und Franz Fritsche (inhaftiert Herbst 1943) in Berlin waren sie nach der Verhaftung R. A. Winklers am 21. Oktober 1941 auf die Leitung durch das europäische Zentralbüro in Bern angewiesen. Der Tätigkeitsschwerpunkt verlagerte sich zunehmend auf die Übersetzung und Versorgung, insbesondere der Inhaftierten, mit Literatur der Wachtturm-Gesellschaft.
Ab 1942 erhöhten sich die Überlebenschancen für Zeugen Jehovas in KZ aus mehreren Gründen. Deutsche Häftlinge wurden zur Wehrmacht berufen, und die KZs wurden zunehmend mit ausländischen Häftlingen gefüllt. Daher gab es nur noch wenige qualifizierte erfahrene deutsche Häftlinge, und es wurde auf die überwiegend deutschen Zeugen Jehovas für Vertrauensstellungen in der Häftlingsselbstverwaltung und Lagerbewirtschaftung zurückgegriffen. Sie übernahmen diese Aufgaben, soweit sie diese mit ihrem Gewissen vereinbaren konnten. Ihre Eigenschaften waren ein großer Vorteil für die Lagerleitung: Ihre Gewissenhaftigkeit bei der Erledigung ihnen übertragener Aufgaben sowie ihre Gewaltablehnung machte sie zu verlässlichen Häftlingen, von denen weder Flucht noch Intrigen noch Schiebungen zu erwarten waren. Wegen solcher Beobachtungen stellte der Reichsführer SS Heinrich Himmler zeitweise Überlegungen an, Zeugen Jehovas nach dem Krieg im Osten anzusiedeln, um dort ihren Pazifismus zu verbreiten und „die russische Gefahr“ zu bannen.
Ab Ende 1944 wurden offizielle Aufzeichnungen der Lager-Verwaltungen seltener. Die Rekonstruktion dieser Zeit ist daher in besonderem Maße auf mündliche Berichte von Augenzeugen angewiesen. Zu den dramatischsten Vorgängen in dieser Zeit gehört die planmäßige Tötung der KZ-Insassen durch die SS. Auch unter Zeugen Jehovas forderten diese Aktionen Todesopfer. Dabei gab es eine bekannte Ausnahme. In den zwei Wochen nach dem 21. April 1945 starben bei der Evakuierung des KZ Sachsenhausen von den 33.000 Lagerinsassen etwa 6.000 Personen. Den 230 Zeugen Jehovas wurde ausnahmsweise gewährt, eine Gruppe zu bilden. Ihre bereits im KZ erprobte Gemeinschaft und ihr Organisationstalent erwiesen sich auf diesem Todesmarsch als lebensrettend. Die 230 Zeugen Jehovas, die diesen Marsch antraten, hatten keine Opfer zu beklagen. Einige Zeugen Jehovas, die mit der Cap Arcona und der Thielbek in der Neustädter Bucht untergingen, ertranken.

## Anzahl der Opfer

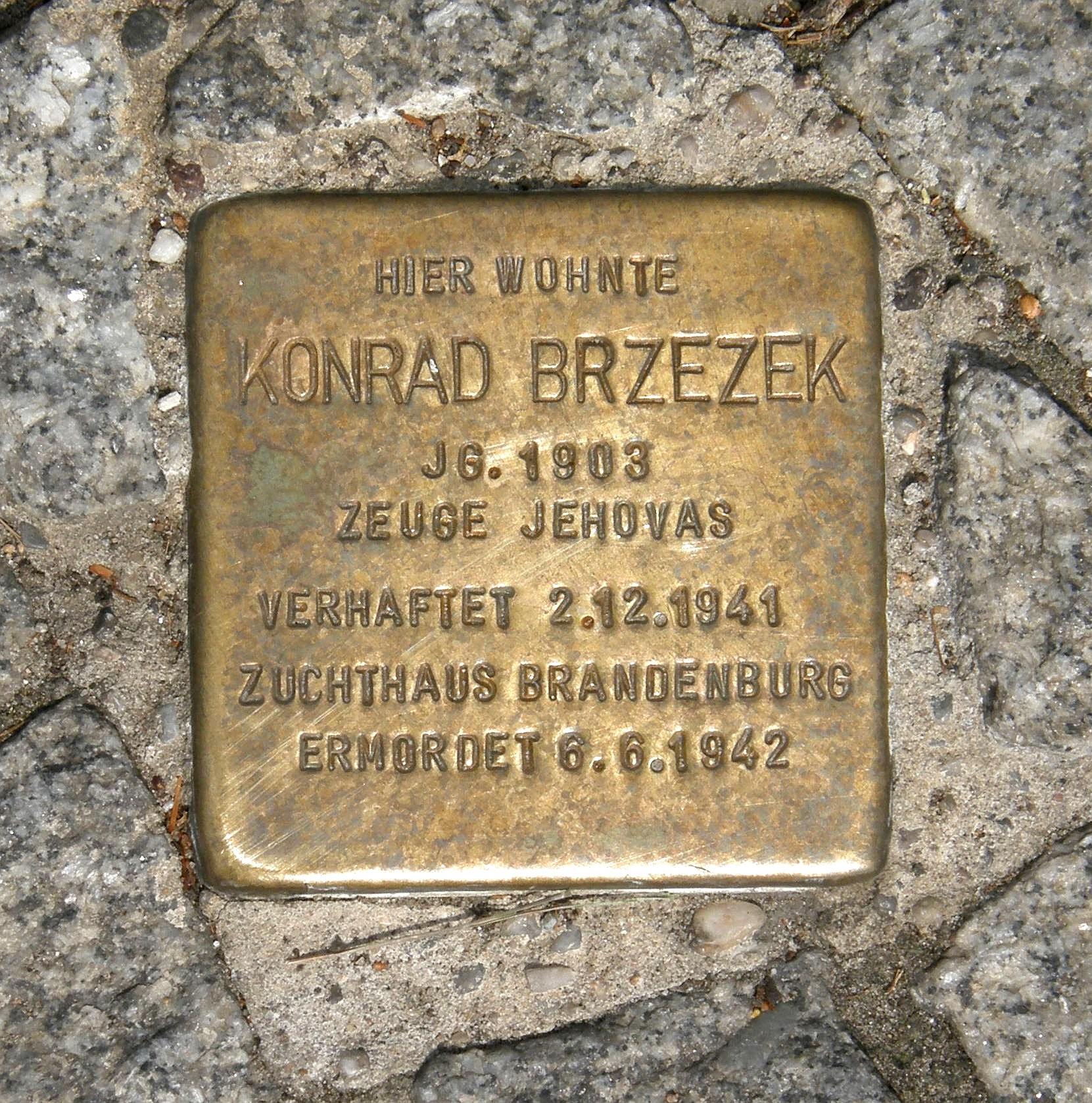
Stolperstein zur Erinnerung und Mahnung an die Ermordung eines Zeugen Jehovas aus Berlin

1933, zu Beginn der Herrschaft Hitlers, gab es in Deutschland ungefähr 25.000 bis 30.000 Zeugen Jehovas. In den folgenden zwölf Jahren bis 1945 wurden 11.300 deutsche und ausländische Zeugen Jehovas inhaftiert. Zählt man diejenigen Personen dazu, die von Geldstrafen, Rentenentzug, Misshandlungen betroffen waren, steigt die Zahl auf 13.400. Davon kamen 2.000 Personen in Konzentrationslager. 950 deutsche und 540 ausländische Verfolgungsopfer überlebten die Haftbedingungen nicht, wurden ermordet oder hingerichtet. Unter diesen 1.490 Toten befinden sich auch die 270 als Kriegsdienstverweigerer exekutierten Zeugen Jehovas (alle Zahlenangaben sind circa-Werte). Da die Forschungsarbeiten nicht abgeschlossen sind, werden die Zahlen immer noch nach oben korrigiert.
Während der Anteil der Zeugen Jehovas in den KZs vor Kriegsbeginn durchschnittlich 5 bis 10 Prozent betrug, stellten die Zeuginnen Jehovas in vielen Frauen-KZs die größte Gruppe – im Frauen-KZ Moringen zeitweise fast 90 Prozent der Inhaftierten. Besonders belastend dürften für die Frauen auch die vielen Hundert Sorgerechtsentzüge gewesen sein. 652 Fälle sind namentlich erfasst, Zeugen Jehovas gehen insgesamt von mindestens 860 Fällen aus, manche Historiker schätzen die Zahl noch höher.

## Wertungen
Die Verfolgung der Zeugen Jehovas im nationalsozialistischen Deutschland wird von Historikern unterschiedlich bewertet. Einige verglichen die Verfolgung der Zeugen Jehovas mit der Verfolgung der Juden, während ihnen andere eine weitgehende Kollaboration mit den Nationalsozialisten unterstellen. Die Eigenarten der Zeugen Jehovas und ihrer Verfolgung ließen sogar vereinzelt Uneinigkeit darüber aufkommen, ob das Bestreben, Religionsfreiheit gegen alle Hindernisse zu bewahren, tatsächlich dem aktiven Widerstand gegen den Nationalsozialismus zuzuordnen sei. Schließlich wurden die Zeugen Jehovas nicht vorrangig für das verfolgt, was sie taten, sondern für das, was sie ablehnten.
Nach Detlef Garbe eignen sich die Zeugen Jehovas nur bedingt für das übliche Verständnis von Widerstand im Dritten Reich, da ihr Handlungsmotiv die Loyalität zur Theokratie gewesen sei, „nicht die Wiedererlangung von Freiheit und Demokratie“. 2022 präzisierte er seine Sicht und bezeichnete die Zivilcourage und das auf Gewissensgründe gestützte Handeln der Zeugen Jehovas als „auch in einer Demokratie hoch erstrebenswert und insofern auch fraglos vorbildlich“. Die Frage der Motivation sei tatsächlich „von nachrangiger Bedeutung“.
Weitgehend unbestritten sind folgende Besonderheiten bei der Verfolgung dieser kleinen Gruppe durch die Nationalsozialisten:
- Zeugen Jehovas waren die erste Religionsgemeinschaft, die durch die Nationalsozialisten verboten und verfolgt wurden.
- Ihnen wurde ein eigenes Abzeichen in den Konzentrationslagern (1 von 6) zugeteilt, während andere christliche Regimegegner den politischen Häftlingen zugeordnet wurden.
- Zeugen Jehovas waren die einzigen Insassen der KZs, die sich durch eine Willenserklärung, in der sie ihrem Glauben abschworen, hätten freikaufen können und so die KZs hätten verlassen dürfen.